# پرچم استان آمور
پرچم استان آمور در فدراسیون روسیه پرچمی است سه‌رنگ با تناسب ۲:۳ که نخست در تاریخ ۲۶ آوریل ۱۹۹۹ و سپس با انجام تغییراتی در اندازه‌های نوارهای آن برای دومین بار در ۲۴ آوریل ۲۰۰۸ پذیرفته شد.

## مشخصات و نمادشناسی
پرچم سه‌رنگ آمور در پذیرش اولیهٔ آن در سال ۱۹۹۹ چنین توضیح داده شده بود:
زمینهٔ پرچم شامل پارچه‌ای چهارگوش است که نسبت عرض به طول آن ۲ به ۳ می‌باشد.
پخش پایینی پرچم که یک سوم عرض آن را در بر می‌گیرد آبی‌رنگ بوده و نوار موجی‌شکل نقره‌ای‌رنگی آن را از بخش بالای پرچم جدا می‌سازد. اندازهٔ این نوار که یادآور موج رودخانه است یک پانزدهم عرض پرچم است. بخش بالایی پرچم به رنگ قرمز است که این رنگ نمادی است بر تاریخ غنی منطقهٔ آمور، کار و کوشش و کارهای برجستهٔ ارتش آمور.
اما با انجام تغییرات سال ۲۰۰۸ در پرچم توضیح آن به شرح زیر تغییر یافت:
پرچم آمور پارچه‌ای است چهارگوش که به سه نوار افقی تقسیم شده. نوار قرمز دو سوم عرض پارچه، نوار موجی‌شکل سفیدرنگ یک دوازدهم عرض پارچه و نوار آبی رنگ یک چهارم عرض پارچه را تشکیل می‌دهند.
نسبت عرض به طول پرچم ۲:۳ است.